# Dan Chiriac (actor)
- Acest articol se referă la actor. Pentru general, vedeți Dan Chiriac (general).

Dan Chiriac este un actor român, care a jucat în telenovela românească Numai iubirea din anul 2004.

## Filmografie
- Milionari de weekend (2004)
- Moartea domnului Lăzărescu (2005)
- Profeția: Revelația (2005)
- Comoara (2015)